# Верхній Мамон
Верхний Мамон (рос. Верхний Мамон) — село у Верхньомамонському районі Воронезької області Російської Федерації.
Населення становить 8561 особу. Входить до складу муніципального утворення Верхньомамонське сільське поселення.

## Історія
Населений пункт розташований у межах українського історико-культурного регіону Східної Слобожанщини. До Перших визвольних змагань належав до Воронезької губернії.
Від 1928 року належить до Верхньомамонського району, спочатку в складі Центрально-Чорноземної області, а від 1934 року — Воронезької області.
Згідно із законом від 15 жовтня 2004 року входить до складу муніципального утворення Верхньомамонське сільське поселення.

## Населення
| 1959 | 1979  | 1989  | 2002  | 2010  |
| ---- | ----- | ----- | ----- | ----- |
| 6102 | ↗7084 | ↗7752 | ↗8394 | ↗8561 |